# Pietro Punzo
Pietro Punzo (Napoli, 12 aprile 1832 – Napoli, 1900) è stato un chimico, fisico e insegnante italiano.

## Biografia
Nato a Ponticelli figlio di Luigi e Santa Formisano, studiò a Napoli sotto il chimico Sebastiano De Luca. Divenne chimico municipale e nel 1873 riuscì a trovare su 130 qualità di vini solo l'unica autentica, mentre le altre erano state alterate con l'aggiunta di acqua o altre sostanze. Stessa cosa fu fatta con la farina e altri prodotti.
Provò l'avvelenamento del commendatore Giuseppe Arditi attraverso i suoi esami tossicologici.
Divenne prima preparatore poi coadiutore del dipartimento di chimica generale di Napoli.
Il 27 agosto 1880 pubblica un opuscolo intitolato La Teca di San Gennaro dove prima descrive l'ampolla dove è contenuto il sangue del santo e poi cerca di dare una spiegazione fisica al fenomeno della liquefazione, che studiò insieme a De Luca e che decise di pubblicarlo per la sua morte. Il fisiologo Giuseppe Albini fece ampliare quest'opera aggiungendo delle note nel 1890.
Il 24 marzo 1890, con la morte del direttore Marino Turchi, venne inaugurato il dipartimento di Sanità dell'Università degli Studi di Napoli Federico II e i professori erano il dott. Eugenio Fazio in batteriologia e Pietro Punzo nell'insegnamento di chimica per l'igiene.
A Natale del 1895 Pietro diede l'attestazione di chimico igienista ai dottori che superarono l'esame nei laboratori della direzione di sanità a Roma.

## Opere
Pietro Punzo, La teca di San Gennaro, 1880.